# توریور
روستای توریور در ۴۵ کیلومتری جنوب غربی و در موقعیت ساعت هفت و سی دقیقه شهر سنندج واقع شده است. این روستا در دهستان ژاورود شرقی قرار دارد و براساس سرشماری مرکز آمار ایران در سال ۱۳۸۵ جمعیت آن ۷۶۷ نفر (۲۰۶خانوار) بوده‌است.
از میوه های این روستا میتوان به توت فرنگی اشاره کرد که به سراسر ایران نیز ارسال میشود.